# Мафра (район)
Мафра (порт. Mafra) — район (фрегезия) в Португалии, входит в округ Лиссабон. Является составной частью муниципалитета Мафра. Находится в составе крупной городской агломерации Большой Лиссабон. По старому административному делению входил в провинцию Эштремадура. Входит в экономико-статистический субрегион Большой Лиссабон, который входит в Лиссабонский регион. Население составляет 17 986 человек на 2011 год. Занимает площадь 47,67 км².
Покровителем района считается Андрей Первозванный (порт. Santo André).